# Incursioni vietnamite al confine della Thailandia
Le incursioni al confine vietnamita in Thailandia sono una serie di incursioni armate facente parte della guerra cambogiano-vietnamita e della guerra fredda, avvenute a più riprese nel periodo 1979–1989 al confine tra Thailandia e Cambogia nel Golfo della Thailandia.
Dopo l'invasione vietnamita della Cambogia nel 1978 e il successivo crollo della Kampuchea democratica nel 1979, i Khmer Rossi fuggirono nelle regioni di confine della Thailandia e, con l'assistenza della Cina, le truppe di Pol Pot riuscirono a riorganizzarsi nelle zone boscose e montuose del confine thailandese-cambogiano. Durante gli anni '80 e l'inizio degli anni '90 le forze dei Khmer Rossi operarono dall'interno dei campi profughi in Thailandia, nel tentativo di destabilizzare il governo della Repubblica popolare di Kampuchea pro-Hanoi, che la Thailandia rifiutò di riconoscere. Thailandia e Vietnam si scontrarono attraverso il confine thailandese-cambogiano con frequenti incursioni e bombardamenti vietnamiti nel territorio thailandese per tutti gli anni '80 all'inseguimento dei guerriglieri cambogiani che continuavano ad attaccare le forze di occupazione vietnamite.

## Cause

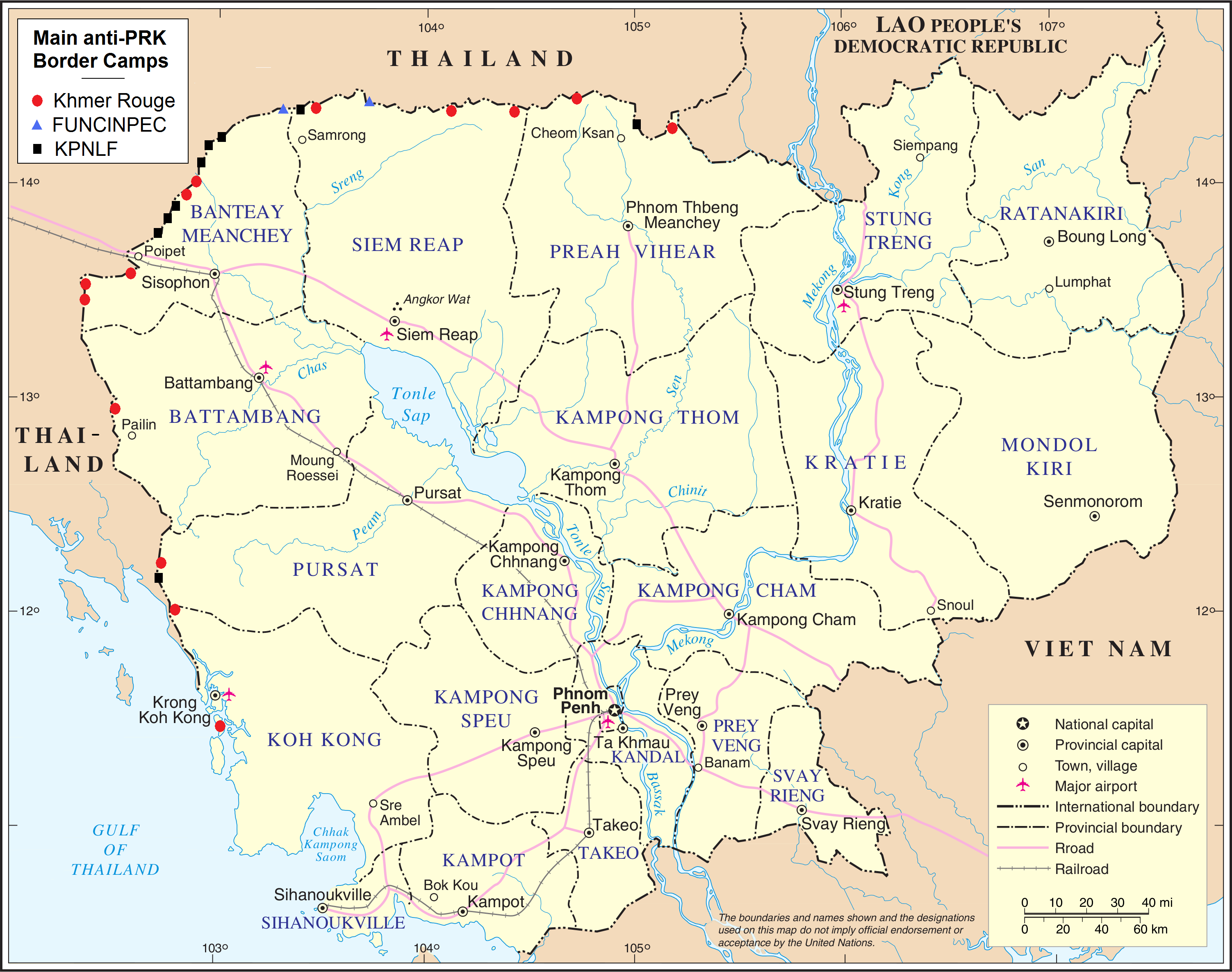
Campi di confine ostili alla Repubblica popolare di Kampuchea; 1979–1984.

Il sospetto della Thailandia sugli obiettivi a lungo termine vietnamiti e la paura del sostegno vietnamita a un movimento di insurrezione comunista thailandese interno portarono il governo thailandese a sostenere gli obiettivi degli Stati Uniti nel Vietnam del Sud durante la guerra del Vietnam.
Nel 1973 un nuovo governo civile in Thailandia creò una possibilità per un certo grado di riconciliazione con il Vietnam del Nord, quando propose di rimuovere le forze militari degli Stati Uniti dal suolo thailandese e di adottare una posizione più neutralista. Hanoi rispose inviando una delegazione a Bangkok, ma i colloqui si interruppero prima che si potesse fare alcun progresso nel miglioramento delle relazioni. Le discussioni ripresero nell'agosto 1976, dopo che Hanoi sconfisse i sud vietnamiti e unito il paese sotto il proprio governo.  Risultarono in un appello per uno scambio di ambasciatori e per l'apertura di negoziati sulla cooperazione commerciale ed economica, ma un colpo di stato militare nell'ottobre 1976 inaugurò un nuovo governo thailandese meno favorevole ai comunisti vietnamiti. Il contatto fu ripreso brevemente nel maggio 1977, quando Vietnam, Thailandia e Laos tennero una conferenza per discutere la ripresa dei lavori sul Mekong Development Project, un importante sforzo di cooperazione che era stato interrotto dalla guerra del Vietnam.  A partire dal dicembre 1978, tuttavia, il conflitto in Cambogia dominò gli scambi diplomatici e le offensive militari vietnamite stagionali che includevano incursioni attraverso il confine thailandese e numerose vittime thailandesi hanno messo a dura prova le relazioni.
Nel 1979, dopo l'occupazione militare della Cambogia da parte del Vietnam, Bangkok si alleò con i Khmer Rossi, un avversario del Vietnam, e si rivolse a Pechino per l'assistenza alla sicurezza. In entrambi i casi, le azioni della Thailandia rafforzarono l'atteggiamento di Hanoi nei confronti di Bangkok. Essendo il membro dell'ASEAN più vulnerabile a un ipotetico attacco vietnamita per aver dato rifugio ai Khmer Rossi in alcuni campi all'interno del suo territorio, la Thailandia fu il primo tra i partner dell'ASEAN che si oppose all'invasione della Cambogia da parte del Vietnam nel 1978.

## Sequenza temporale

### 1979
- Aprile: il primo gruppo di soldati vietnamiti è apparso sul territorio thailandese vicino al canale di irrigazione vicino a Nong Chan per allestire il campo durante la notte. È stato loro detto da un sergente capo dell'intelligence militare dell'esercito thailandese di lingua vietnamita di trasferirsi fuori dal territorio thailandese.
- Ottobre: un'importante offensiva dei vietnamiti contro i nascondigli dei Khmer rossi nei loro santuari di montagna ha spinto migliaia di soldati Khmer rossi, le loro famiglie e i civili sotto il loro controllo al confine thailandese.[3]
- 8 novembre: il fuoco dell'artiglieria thailandese ha colpito il campo profughi di Nong Chan,[4] uccidendo circa 100 rifugiati .
- 12 novembre: gli attacchi vietnamiti contro Ban Laem hanno spinto 5 000 truppe Khmer rosse e abitanti dei villaggi in Thailandia. Circa la metà è andata al Kamput Holding Center.[5]

### 1980
- 23 giugno: in risposta al rimpatrio organizzato di migliaia di rifugiati, 200 soldati dell'Esercito popolare del Vietnam (PAVN) hanno attraversato il confine alle 02:00 nell'area di Ban Non Mak Mun, compreso il campo profughi di Nong Chan, avviando una tre giorni battaglia di artiglieria che ha provocato circa 200 morti, inclusi circa 22-130 soldati thailandesi, un abitante di un villaggio thailandese, decine di rifugiati e circa 72-100 soldati vietnamiti. Centinaia di rifugiati sarebbero stati uccisi, molti da uno sbarramento di artiglieria thailandese che ha colpito uno dei campi. Altri sono rimasti coinvolti nel fuoco incrociato.[6] Diverse centinaia di rifugiati che hanno resistito ai vietnamiti sono stati legati e giustiziati.[7] Le truppe vietnamite hanno temporaneamente sequestrato due villaggi di confine thailandesi, tra cui Ban Non Mak Mun, e ne hanno bombardati altri.
- 24 giugno: controllando ancora Nong Chan, le forze vietnamite hanno combattuto duelli di artiglieria e armi leggere con le truppe thailandesi e hanno attaccato i punti di forza della guerriglia. I vietnamiti hanno abbattuto due aerei militari thailandesi.[8]
- 26 giugno: le truppe vietnamite hanno sequestrato due funzionari di soccorso (Robert Ashe e il coordinatore medico del Comitato internazionale della Croce Rossa (ICRC), Dr. Pierre Perrin) e due fotografi americani nel campo profughi di Nong Chan.[9][10]

### 1981
- 4 gennaio: le forze vietnamite hanno attraversato il confine, hanno aperto il fuoco con granate a propulsione a razzo e armi automatiche e hanno combattuto con le truppe thailandesi prima di essere respinte.[11] Due soldati thailandesi sono stati uccisi e uno è rimasto ferito durante la battaglia mattutina di 90 minuti. Secondo quanto riferito, tra i 50 ei 60 soldati vietnamiti hanno aperto il fuoco su una pattuglia thailandese mezzo miglio all'interno della Thailandia. Le vittime vietnamite sono sconosciute.[12] I rinforzi delle truppe thailandesi sono stati portati d'urgenza al confine il giorno successivo e messi in allerta contro un altro raid transfrontaliero delle truppe di Hanoi.[13]

### 1982
- 11 febbraio: il Vietnam People's Air Force An-26 26264 è stato abbattuto da due Northrop F-5E della Royal Thai Air Force e si è schiantato in una risaia vicino a Prachinburi, Thailandia durante una missione di raccolta di informazioni da Phnom Penh, secondo quanto riferito uccidendo uno dei 13 a bordo
- Inizio marzo: un'ondata di incidenti lungo il confine, culminati con l'intrusione di 300 soldati vietnamiti e l'uccisione di un certo numero di agenti della polizia di frontiera thailandese.
- 21 ottobre: i cannonieri vietnamiti hanno aperto il fuoco su un aereo da ricognizione thailandese vicino al confine, ma non hanno colpito l'aereo. L'aereo è tornato alla sua base in Thailandia.[14]

### 1983
- Gennaio: le truppe del governo cambogiano, sostenute da unità vietnamite, hanno condotto un'importante offensiva contro il governo di coalizione della Kampuchea democratica, che ha unito tre fazioni di resistenza. I combattimenti si sono estesi sul suolo thailandese. Più di 47 000 cambogiani sono fuggiti in Thailandia.
- 16 gennaio: le truppe vietnamite riconquistano il villaggio di Yeang Dangkum, a est di Nong Chan . Gli insorti del Fronte di liberazione nazionale del popolo khmer (KPNLF) non comunista hanno conquistato il borgo il 26 dicembre e lo hanno tenuto come parte di una serie di iniziative alla fine dell'anno.
- 21 gennaio: l'attacco dell'artiglieria vietnamita ha costretto la base KPNLF nel passo 0'Bok a trasferirsi in Thailandia. I non combattenti tornano alla fine del mese.
- 31 gennaio - 1 febbraio: con il supporto dell'artiglieria pesante, 4 000 truppe vietnamite armate hanno lanciato un assalto contro Nong Chan, uno dei più grandi campi profughi al confine, distruggendolo. Sono stati segnalati combattimenti a terra fuori dal campo tra le truppe vietnamite con base in Cambogia e circa 2 000 guerriglieri del KPNLF.[15] Allo stesso tempo i vietnamiti hanno mantenuto una raffica costante di proiettili, razzi e mortai. Almeno 50 proiettili sono caduti in territorio thailandese, uccidendo un contadino di 66 anni e danneggiando diverse abitazioni e un tempio buddista.[16] La popolazione di rifugiati di circa 24 000 è fuggita con vittime sconosciute mentre le unità MOULINAKA sono state spazzate via e le forze del KPNLF si sono ritirate dopo un combattimento di 36 ore. L'ospedale del CICR di Khao-I-Dang ha ricevuto oltre 100 feriti civili.[16]
- 31 marzo: 1 000 truppe vietnamite, aumentate da circa 600 "volontari del popolo" PRK, hanno attaccato gli insediamenti di rifugiati Khmer rossi di Phnom Chat e Chamkar Kor, aiutati da artiglieria, razzi e carri armati sovietici T-54 . Funzionari thailandesi hanno riferito che gli attacchi vietnamiti avevano nuovamente provocato "ripercussioni" con artiglieria vietnamita e proiettili di mortaio che cadevano nel territorio thailandese adiacente.[17] Le truppe vietnamite si sono scontrate con le forze thailandesi per diversi giorni, trascinando Bangkok in una campagna difensiva. Un intenso scambio di artiglieria e fuoco di carri armati ha ucciso 30 civili e ferito circa 300 persone. Circa 22 000 civili cambogiani sono fuggiti in Thailandia per trovare rifugio.
- Inizio aprile: PVNA ha distrutto il campo di Phnom Chat, i civili sono stati evacuati a Red Hill. Il Camp David di Sihanouk è stato attaccato ei civili sono stati trasferiti a Green Hill. Un jet thailandese è stato abbattuto.
- 1 aprile: il governo thailandese ha riferito che una grande forza di truppe vietnamite aveva attaccato un totale di 3 campi profughi lungo il confine tra Thailandia e Cambogia. Il New York Times ha riferito che almeno 7 000 civili erano fuggiti verso ovest nel territorio thailandese.[18]
- 3 aprile: almeno 100 soldati vietnamiti sono entrati in Thailandia e hanno combattuto corpo a corpo con una pattuglia di frontiera thailandese, uccidendo cinque soldati thailandesi e ferendone otto.[19] Un assalto ad Ampil Camp, il quartier generale del KPNLF, fallì perché le unità di sabotaggio del KPNLF avevano fatto saltare in aria diversi depositi di carburante nelle settimane precedenti l'attacco, lasciando la divisione a corto di diesel e incapace di mobilitare la sua armatura.[20]
- 27 dicembre: il Vietnam ha spostato truppe, carri armati e veicoli corazzati in un'area vicino al confine orientale della Thailandia e apparentemente si stava preparando ad attaccare i guerriglieri cambogiani. Circa 350 truppe vietnamite con diversi carri armati T-54 e veicoli corazzati arrivarono nel villaggio di Thmar Puok nella Cambogia occidentale, 14 miglia a sud-est della base principale dei ribelli cambogiani non comunisti e 16 miglia dalla frontiera thailandese. Funzionari militari e di sicurezza thailandesi si aspettavano che le forze vietnamite iniziassero un'offensiva della stagione secca contro i guerriglieri cambogiani il mese prossimo.[21]
- Dicembre: le truppe vietnamite si sono scontrate ripetutamente con le truppe thailandesi a terra mentre le cannoniere della Marina popolare del Vietnam hanno aperto il fuoco su una flotta di dieci pescherecci thailandesi a circa 20 miglia dalla costa meridionale del Vietnam, sequestrando cinque pescherecci e catturando 130 pescatori.[22]

### 1984
- 25 marzo-inizio aprile: Hanoi ha lanciato un'operazione transfrontaliera di 12 giorni nel territorio thailandese all'inseguimento dei ribelli Khmer rossi, utilizzando carri armati T-54 di fabbricazione sovietica, artiglieria da 130 mm e circa 400-600 soldati. Di conseguenza, l'artiglieria e la potenza aerea thailandesi dovettero essere chiamate in azione, provocando dozzine di vittime da entrambe le parti e l'abbattimento di un altro aereo militare thailandese. Il raid transfrontaliero del Vietnam, insieme alle vittime militari e civili thailandesi, è stato considerato come una grave minaccia per la sicurezza della Thailandia. Scontri minori si sono verificati nell'area del campo dei Khmer rossi, il passo Chong Phra Palai che collega Cambogia e Thailandia.[23]
- 15 aprile: seicento soldati vietnamiti della 5ª divisione e dell'8 ° reggimento di difesa del confine prima hanno bombardato, poi sono entrati in Ampil Camp, una base di guerriglia al confine, uccidendo 85 persone e ferendo circa 60 civili cambogiani.[24] L'attacco all'alba fu supportato da carri armati e artiglieria. Circa 50 proiettili di artiglieria sono caduti sul territorio thailandese vicino alla base dei guerriglieri KPNLF. In una trasmissione monitorata a Bangkok, i guerriglieri fedeli al principe Sihanouk hanno affermato che il Vietnam aveva otto battaglioni a breve distanza dalla loro roccaforte a Tatum, un insediamento appena all'interno del confine settentrionale della Cambogia. Le truppe thailandesi erano state messe in piena allerta per evitare una ricaduta dei combattimenti.[25]
- Fine maggio-inizio giugno: la marina vietnamita ha ripetutamente attaccato pescherecci thailandesi al largo della costa vietnamita, provocando la morte di tre pescatori thailandesi.
- 10 agosto: la fanteria vietnamita, gli APC e l'artiglieria di stanza a nord del campo di Ampil hanno bombardato Nong Chan e Ampil, costringendo 10 000 soldati del KPNLF e rifugiati civili a fuggire in Thailandia. Dalla battaglia del 15 aprile per Ampil, il KPNLF aveva ripreso il controllo del campo.[26]
- 28 ottobre: la polizia della pattuglia di frontiera thailandese cattura 5 regolari di fanteria vietnamita disarmati che erano entrati in Thailandia vicino a Ban Wang Mon a sud-est di Aranyaprathet, secondo quanto riferito in cerca di cibo.[27]
- 6 novembre: le truppe vietnamite hanno attaccato un avamposto della pattuglia di frontiera thailandese con poco equipaggio vicino a Surin, al confine. Due soldati thailandesi sono stati uccisi, 25 feriti e 5 dispersi nei combattimenti per il controllo della collina 424 a Traveng, 180 miglia a nord-est di Bangkok.[28] Circa 100 soldati del 73 ° reggimento PAVN si sono spinti per circa un miglio nel territorio thailandese, ma sono stati successivamente costretti a rientrare in Cambogia dalle forze thailandesi. Una fonte militare thailandese ha detto che i vietnamiti hanno attraversato il confine all'inseguimento dei guerriglieri Khmer rossi.[29]
- 18–26 novembre: il campo profughi di Nong Chan è stato attaccato da oltre 2 000 soldati della 9ª divisione PAVN ed è caduto dopo una settimana di combattimenti,[30] durante i quali sono stati uccisi 3 capitani vietnamiti e 66 soldati cambogiani delle FARPK.[31] 30 000 civili sono stati trasferiti al Sito di evacuazione 3 (Ang Sila) e poi al Sito 6 (Prey Chan).
- 8 dicembre: Nam Yuen, un piccolo campo nella Thailandia orientale vicino al confine con il Laos, è stato bombardato ed evacuato.
- 11 dicembre: Sok Sann[32] è stato bombardato ed evacuato.
- 25 dicembre: il campo profughi di Nong Samet è stato attaccato all'alba.[33] L'intera 9ª divisione di fanteria vietnamita (oltre 4000 uomini) più 18 pezzi di artiglieria e 27 carri armati T-54 e veicoli corazzati hanno partecipato a questo assalto.[34] I vietnamiti schierarono obici da 105 mm e 130 mm, cannoni da campo M-46 di costruzione sovietica con una portata fino a 27 chilometri. I guerriglieri del KPNLAF hanno affermato che 14 carri armati e APC vietnamiti sono stati distrutti durante i combattimenti.[35] Si stima che 55 combattenti della resistenza e 63 civili morirono nell'assalto[36] e 60 000 civili furono evacuati a Red Hill.[37] Circa 200 feriti di guerra furono evacuati a Khao-I-Dang . Numerosi soldati e ufficiali del KPNLAF, tra cui il generale Dien Del, hanno riferito che durante i combattimenti a Nong Samet il 27 dicembre i vietnamiti hanno utilizzato un "gas da campo di battaglia non letale ma potente[38] " di colore verde[39] "che ha stordito le sue vittime[40][41] e ha causato nausea e schiuma alla bocca.[42] Oltre 3 500 soldati del KPNLAF hanno tenuto parti del campo per circa una settimana dopo questo,[43] ma alla fine è stato abbandonato.[44]
- 31 dicembre: le truppe vietnamite hanno teso un'imboscata a due unità di Thai Ranger nella provincia di Buriram, ferendone sei e immobilizzandole con il fuoco di armi leggere per oltre 24 ore.[45]

### 1985
- Gennaio–febbraio: Una potente offensiva vietnamita invade praticamente tutte le basi chiave dei guerriglieri cambogiani lungo la frontiera, mettendo thailandesi e vietnamiti in uno scontro diretto per molti tratti.
- 5 gennaio: Paet Um attaccata ed evacuata.
- 7–8 gennaio: Da cinque a seimila truppe vietnamite, sostenute da artiglieria e 15 carri armati T-54 e 5 APC, hanno attaccato Ampil (Ban Sangae). Le truppe vietnamite erano supportate da 400–500 truppe cambogiane KPRAF. L'attacco è stato preceduto da pesanti bombardamenti di artiglieria, con tra 7 000 e 20,000 proiettili cadenti in un periodo di 24 ore. Nong Chan e Nong Samet furono anche bombardate. Il campo di Ampil cadde ai vietnamiti dopo un paio di ore di battaglia nonostante le previsioni del generale Dien Del. Le truppe KPNLAF disabilitarono 6 o 7 carri armati ma secondo quanto riferito persero 103 uomini in combattimento. I civili di San Ro vennero evacuati al Sito 1. Un aereo thailandese da attacco al suolo A-37 Dragonfly venne abbattuto nei cieli della Provincia di Buriram durante la battaglia, uccidendo uno dei due membri dell'equipaggio. Durante l'assalto di Ampil, le truppe thailandesi che stavano difendendo Hill 37 vicino Ban Sangae subirono 11 morti e 19 feriti
- 23–27 gennaio: I campi di Dong Ruk e San Ro furono bombardati, 18 civili morirono. Una popolazione pari a 23,000 persone è fuggita al Sito A.
- 28–30 gennaio: L'artiglieria vietnamita sparò un centinaio di proiettili da 130mm, mortai e razzi alle posizioni della 320ª Divisione dei Khmer Rossi vicino al campo profughi di Khao Din circa 34 miglia a sud di Aranyaprathet. Questo fu seguito da un assalto di fanteria su Khao Ta-ngoc.
- 13 febbraio: Nong Pru, O'Shallac e Taprik (Sud di Aranyaprathet) furono attaccate ed evacuate al Sito 8.
- 16 febbraio: In uno scontro con delle forze ribelli non comuniste vicino a Ta Phraya, quattro razzi vietnamiti contenenti gas tossico furono lanciati, provocando vertigini e vomito agli abitanti dei villaggi thailandesi della zona. Un laboratorio dell'esercito thailandese ha confermato che i razzi contenevano gas fosgene.
- 18 febbraio: 300 truppe vietnamite assaltarono le posizioni dei Khmer Rossi vicino Khlong Nam Sai, 19 miglia a sud-est di Aranyaprathet. I combattimenti sono iniziati con scambi di armi leggere e si sono intensificati in uno sbarramento vietnamita con artiglieria pesante e mortai. Le truppe thailandesi spararono colpi di avvertimento contro i soldati vietnamiti mentre attraversavano il confine all'inseguimento dei guerriglieri dei Khmer Rossi in fuga. Un paesano thailandese fu ucciso.
- 20 febbraio: Soldati vietnamiti e thailandesi combatterono sopra la Collina 347, circa metà miglia dentro la provincia nel nord-est thailandese del Buriram. Un ufficiale thailandese fu ucciso e due soldati rimasero feriti nei combattimenti, che includevano un duello di artiglieria attraverso il confine.
- 5 marzo: Tatum venne attaccata. La popolazione della Collina Verde venne evacuata al Sito B. I rifugiati di Dong Ruk, San Ro, Ban Sangae, e del territorio vietnamita furono tutti spostati nel Sito 2. Circa 1 000 truppe vietnamite si introducevano regolarmente nel territorio thailandese nel tentativo di aggirare le unità dei gruppi di resistenza cambogiani.
- 6 marzo: Le truppe e gli aerei thailandesi costrinsero le truppe vietnamite a ritirarsi da una delle tre colline sul territorio thailandese che i vietnamiti avevano catturato nei giorni precedenti. i cacciabombardieri dell'Aeronautica Reale Thailandese effettuarono missioni contro circa 1 000 vietnamiti che avevano attraversato il confine thailandese-cambogiano in due punti. Circa 60 truppe vietnamite vennero uccise nell'offensiva thailandese.[46]
- 7 marzo: Le truppe dell'esercito thailandese supportate dall'artiglieria e dagli aerei A-37 Dragonfly riconquistarono le tre colline precedentemente conquistate da soldati vietnamiti intrusi. Si dice che centinaia di vietnamiti siano stati respinti attraverso il confine in Cambogia. Tuttavia, i vietnamiti contrattaccarono contro la Collina 361 sul suolo thailandese dietro la base di guerriglia cambogiana assediata a Tatum, e i risultati della battaglia non furono immediatamente chiari. 14 soldati thailandesi e 15 civili thailandesi vennero uccisi.
- 4 aprile: Uno scontro avvenne a Laem Nong Ian, dopo che cinque vietnamiti si intrusero circa 800 metri nel suolo thailandese.
- 6 aprile: I poliziotti di frontiera thailandesi uccisero un soldato vietnamita in Thailandia durante un combattimento di 10 minuti vicino al confine.
- 20 aprile: Nella Provincia Thailandese di Trat, nel sud-est, circa 1 200 truppe vietnamite attaccarono le posizioni thailandesi situate a 3-4 km dal Golfo del Siam. Invece di ritirarsi, i vietnamiti stabilirono una base permanente su una collina in Thailandia, a circa mezzo miglio dal confine, dove posarono mine e costruirono bunker. Successivamente, l'escalation degli attacchi thailandesi aveva respinto alcuni vietnamiti in Cambogia, ma i vietnamiti inviarono un nuovo battaglione da 600 a 800 uomini per rafforzare la cima della collina.[47]
- 10 maggio: Un soldato thailandese morì dopo aver calpestato una mina mentre era di pattuglia.[47]
- 11 maggio: Jet da combattimento thailandesi e artiglieria pesante colpirono le truppe vietnamite che occupavano una collina a mezzo miglio all'interno della Thailandia, mentre i soldati thailandesi erano pronti per un assalto alla posizione pesantemente minata. I thailandesi bombardarono i vietnamiti prima che un'operazione di fanteria venisse lanciata nella catena montuosa di Banthad, 170 miglia a sud-est di Bangkok. I vietnamiti furono trincerati lungo la collina e piazzarono una serie di mine per contrastare eventuali assalti di terra thailandesi. Sette soldati thailandesi furono uccisi e almeno 16 feriti. Radio Hanoi riportò una dichiarazione del ministero degli Esteri vietnamita che negava l'ultima incursione segnalata in Thailandia. La Thailandia accusò il Vietnam di almeno 40 incursioni transfrontaliere alla ricerca di guerriglieri cambogiani dal novembre 1984, ma il governo vietnamita negò le accuse.[47]
- 15 maggio: Soldati vietnamiti e thailandesi si scontrarono per circa otto ore con mortai, cannoni anticarro e mitragliatrici.
- 17 maggio: I soldati thailandesi respinsero i soldati vietnamiti intrusi in Cambogia in intensi combattimenti lungo il confine sud-orientale della Thailandia. Dopo più di una settimana di combattimenti, i ranger e i marines thailandesi conquistarono parte di una collina occupata dai vietnamiti nei giorni precedenti appena all'interno del confine thailandese.
- Maggio: Circa 230 000 civili Khmer vennero evacuati temporaneamente in Thailandia dopo un'offensiva vietnamita della stagione secca di grande successo.
- 26 maggio: I soldati vietnamiti entrarono nella provincia thailandese dell'Ubon Ratchathani dal nord della Cambogia, apparentemente alla ricerca di guerriglieri cambogiani. Una forza vietnamita uccise cinque soldati thailandesi e un civile in uno scontro di un'ora con le pattuglie di frontiera thailandesi nel nord-est della Thailandia. I combattimenti spinsero le autorità provinciali thailandesi a evacuare circa 600 civili da due villaggi di confine verso aree più sicure nel distretto di Nam Yuen.
- 13 giugno: Le forze thailandesi combatterono contro 400 soldati vietnamiti che entrarono in Thailandia.

### 1986
- 23 gennaio: uno sbarramento vietnamita è stato diretto contro un avamposto marino thailandese ad Haad Lek, un villaggio all'estremità meridionale del confine. Il fuoco vietnamita proveniva da una collina che domina Haad Lek, all'interno del territorio cambogiano. "Questa sembra essere una deliberata provocazione da parte dei vietnamiti", ha detto un portavoce della marina thailandese. "Non sembra uno straripamento dei combattimenti all'interno della Cambogia". Una nave da guerra thailandese nel Golfo di Thailandia ha risposto bombardando la base di artiglieria vietnamita. La nave da guerra ha sparato più di 100 proiettili e i vietnamiti più di 70 proiettili.[48]
- 25 gennaio: cannoni pesanti vietnamiti hanno colpito un posto di frontiera thailandese, uccidendo tre marines e provocando una battaglia di artiglieria con una nave da guerra thailandese al largo.[48]
- 7 dicembre: le truppe vietnamite hanno avvertito la Thailandia di non continuare a sostenere i guerriglieri cambogiani. Una trasmissione dall'altoparlante e volantini sparati da un cannone vicino al distretto di Aranyaprathet hanno fatto appello alla Thailandia affinché rifiutasse asilo ai guerriglieri e ha avvertito che avrebbe sopportato le "conseguenze" se avesse rifiutato.[49]

### 1987
- 25 marzo: il comandante in capo dell'esercito thailandese, il generale Chavalit Yongchaiyudh, annuncia un'offensiva a tutto campo contro le truppe vietnamite che si sono introdotte nel territorio thailandese oltre il set 5 limite km.
- 17 aprile: le forze thailandesi hanno cercato di cacciare la fanteria vietnamita da Chong Bok, una regione montuosa dove convergono i confini di Thailandia, Laos e Cambogia. Le vittime in doppia cifra sono riportate su entrambi i lati.[50]
- 30 maggio: i ranger thailandesi pattugliano la regione di Chong Bok, dove sono infuriati i combattimenti per sloggiare i vietnamiti dalle posizioni trincerate appena all'interno del territorio thailandese.[51]
- Metà 1987: il confine thailandese-cambogiano di 800 chilometri era completamente presidiato dalle forze vietnamite e cambogiane.[52]

### 1988
- 22 aprile: le truppe vietnamite hanno attraversato il confine e hanno teso un'imboscata a una compagnia di polizia di frontiera, uccidendo quattro soldati thailandesi e ferendone un altro. La compagnia di cinque poliziotti thailandesi stava pattugliando un punto strategico vicino al confine nella provincia di Buriram, 174 miglia a est di Bangkok, quando un soldato vietnamita ha lanciato una granata contro il gruppo e ha aperto il fuoco con i fucili. I soldati vietnamiti si trovavano a più di 500 iarde all'interno del territorio thailandese quando hanno organizzato l'attacco.[53]
- 12 giugno: verso le 9 del mattino, l'artiglieria vietnamita da 105 mm e 85 mm ha bombardato un villaggio thailandese, uccidendo due abitanti del villaggio e ferendone altri due. Sei proiettili di artiglieria hanno colpito quattro miglia di profondità all'interno della Thailandia.[54]
- 4 agosto: il leader del Chart Thai Party, il generale Chatichai Choonhavan, diventa il 17 ° Primo Ministro della Thailandia, promette di "trasformare i campi di battaglia in luoghi di mercato".

### 1989
- 26 aprile: le truppe vietnamite hanno sparato quattro proiettili di artiglieria nel Sito Due, il più grande dei campi profughi cambogiani con una popolazione di oltre 198 000 abitanti. Tre persone sono rimaste gravemente ferite. Dopo il bombardamento, secondo quanto riferito, il campo è stato chiuso ai funzionari umanitari occidentali, compresi i membri dell'Operazione di soccorso al confine delle Nazioni Unite, che ha fornito aiuti al campo.[55]
- Settembre-dicembre: le truppe vietnamite si ritirano dalla Cambogia.